# Lukas Ligeti

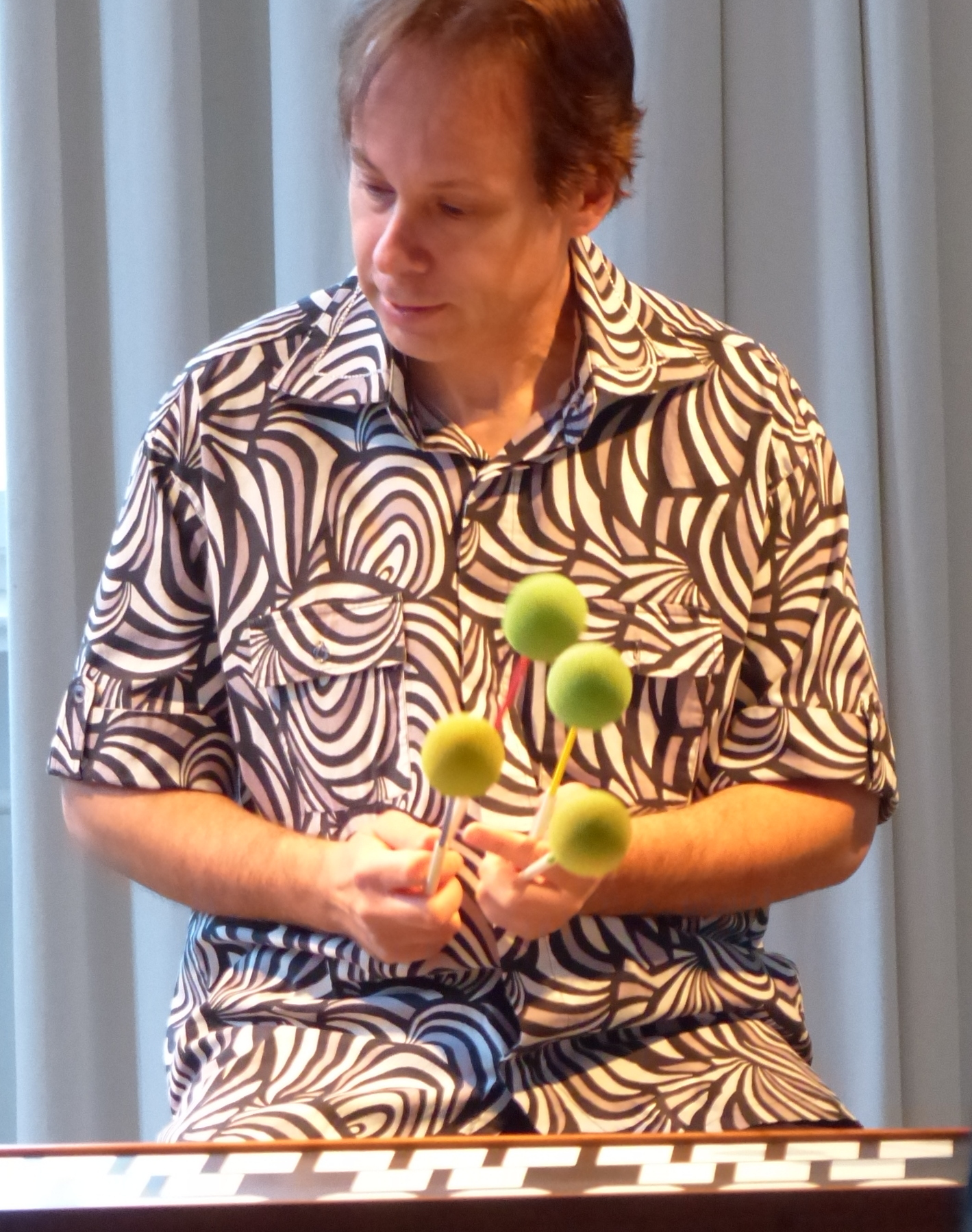
Lukas Ligeti, 2014

Lukas Ligeti (geb. 13. Juni 1965 in Wien, Österreich) ist ein österreichisch-amerikanischer Komponist und Schlagzeuger. Seine Musik enthält Elemente zeitgenössischer Klassik, Jazz und verschiedener außereuropäischer Musikformen, insbesondere afrikanischer traditioneller und populärer Musikstile.

## Biografie
Obgleich Ligeti aus einer musikalischen Familie stammt, sein Vater war der Komponist György Ligeti (1923–2006), seine Mutter die Psychoanalytikerin Vera Ligeti, beschäftigte er sich erst seit 1983 intensiver mit Musik. 1988 nahm er an einem Workshop von John Zorn teil, aber auch an den Darmstädter Ferienkursen. 1991 absolvierte er einen Improvisationskurs bei David Moss und einen Kompositionskurs bei George Crumb. 1993 schloss er sein Kompositionsstudium an der Universität für Musik und darstellende Kunst Wien mit Auszeichnung bei Erich Urbanner ab. Ein Ergänzungsstudium zum Magister schloss sich bis 1994 an. 2020 promovierte er (PhD) an der University of the Witwatersrand in Johannesburg, Südafrika.
Ligeti gründete gemeinsam mit Christian Minkowitsch, Friedrich Neubarth und Alexander Wagendristel 1988 das Improvisationsensemble Things of NowNow, mit dem er bis 1991 auftrat. Weiterhin gehörte er Anfang der 1990er Jahre zur Gruppe Kombinat M (mit Andreas Heidu, Walter Hollinetz, Andreas Leikauf, Erwin Redl). Aus einem Schlagzeug-, Elektronik- und Improvisationsworkshop, den er im Auftrag des Goethe-Instituts in Abidjan abhielt, ging die Gruppe Beta Foly hervor, in der er mit 13 traditionellen Musikern und Kurt Dahlke arbeitete. Nachfolgeprojekt ist die Gruppe Burkina Electric, mit Sitz in Burkina Faso, die elektronische Musik und burkinische Traditionen in einem Popmusik-Kontext vereint.
Mit diesen Arbeiten in Afrika etablierte er sich als ein Pionier interkultureller Komposition; andere Projekte führten ihn nach Ägypten (mit Musikern aus Nubien und dem Orchester des Opernhaus Kairo), Simbabwe (mit Batonga-Musikern), Uganda (mit der Ndere Troupe), Kenia, Südafrika, Lesotho (mit Spielern des traditionellen Instrumentes Lesiba), Mosambik, Ghana usw.
Zwischen 1994 und 1996 war er als Gastkomponist am Center for Computer Research in Music and Acoustics der Stanford University tätig. 1998–2015 lebte Ligeti in New York City. 2006 war er Gastprofessor an der University of the Witwatersrand in Johannesburg. Seit 2015 lehrt er an der University of California in Irvine, wo er auch lebt.

## Werke
Ligetis Musik reicht von durchkomponierten bis zu frei improvisierten Werken, mit denen er oft polyrhythmische bzw. Polytempo-Strukturen, nichttemperierte Stimmungen und außereuropäische Elemente erforscht.
Er erhielt Kompositionsaufträge bzw. wurde seine Musik bei Konzerten und Festivals weltweit interpretiert, von der London Sinfonietta, Amadinda Percussion Group Budapest, Icebreaker, London Composers’ Ensemble, Synergy Percussion Sydney, Ensemble Modern, Kronos Quartet, Radio-Symphonieorchester Wien, Bang on a Can, San Francisco Contemporary Music Players, Orchestre National de Lyon, Eighth Blackbird, American Composers Orchestra, MDR-Symphonieorchester Leipzig, Budapest Festival Orchestra, Håkan Hardenberger, Colin Currie, New York University, Subtropics Festival/Historical Museum of Southern Florida, Wiener Festwochen, Radio France, Tonkünstler-Orchester Niederösterreich, Royal Liverpool Philharmonic´s Ensemble 10/10, Present Music, Ensemble mise-en, Contemporaneous, Ensemble die reihe, Third Coast Percussion Quartet, Kroumata Percussion Group, Vienna Saxophone Quartet und einem Konsortium amerikanischer Marimba-Solisten (sowie u. a. Eric Beach von So Percussion und Ji Hye Jung).
Er schuf Musik für Tanzprojekte und bildende Kunst; Zusammenarbeit u. a. mit den Choreographen Karole Armitage und Panaibra Gabriel Canda. Für den europäischen Sender ARTE TV komponierte er Musik zu einem Film über Jeff Koons; im Auftrag des Goethe-Instituts entstand eine Klanginstallation anlässlich der FIFA Fußball-Weltmeisterschaft 2014 in Brasilien. Er nahm an zwei Projekten des libanesischen Klangkünstlers Tarek Atoui teil. 2013 fand ein gemeinsames Projekt mit dem dänischen Musiker Frisk Frugt statt.
2015 war er Artist-in-Residence am POLIN Museum der Geschichte polnischer Juden in Warschau, wo er die Performance “That Which Has Remained… That Which Will Emerge…” entwickelte, die 2021 vom österreichischen Plattenlabel col legno auf CD veröffentlicht wurde.
Als improvisierender Musiker hat er u. a. mit John Zorn, Henry Kaiser, Pyrolator (Kurt Dahlke), Raoul Björkenheim, Elliott Sharp, John Tchicai, Ned Rothenberg, David Rothenberg, Marilyn Crispell, Eugene Chadbourne, Michael Manring, Benoît Delbecq, Gianni Gebbia, Massimo Pupillo, Mari Kimura, George Lewis, Gary Lucas, Wadada Leo Smith, DJ Spooky, Thollem McDonas, Jon Rose, Jim O’Rourke, Stefan Poetzsch, Frank Gratkowski, Martin Philadelphy, Daniel Pabst, Chris Janka, Mia Zabelka und Mitgliedern von Sonic Youth und den Grateful Dead gearbeitet.
Derzeitige Projekte sind u. a. die Bands Hypercolor (mit Eyal Maoz und James Ilgenfritz), Notebook und Burkina Electric.
Als Solist an der elektronischen Perkussion, insbesondere mit dem von Donald Buchla entworfenen Marimba Lumina, gab er Konzerte auf 5 Kontinenten.
CDs seiner Musik wurden von Tzadik, Cantaloupe, Intuition, Innova, Leo und anderen Plattenlabels veröffentlicht; er ist Endorser von Vic-Firth-Drumsticks.

## Anerkennungen und Auszeichnungen
2010 erhielt er den CalArts Herb Alpert Arts Award in der Kategorie Musik, einen der wichtigsten Kunstpreise für Avantgarde-Künstler in den USA.
Zweimal erhielt er die Composition Fellowship der New York Foundation for the Arts (2002, 2008) sowie das österreichische Staatsstipendium für Komposition (1991, 1996). 1990 erhielt er den Förderungspreis der Stadt Wien für Komposition, 1993 einen Preis des Österreichischen Wissenschaftsministeriums; darüber hinaus erhielt er Arbeitsstipendien der Stadt Wien und eine Composition Fellowship des Silicon Valley Arts Council.
In den Jahren 2013 und 2015–19 wurde er als „Rising Star“-Perkussionist in der Kritikerumfrage des führenden Jazzmagazins DownBeat angeführt. 2013 war er der Preisträger des New Yorker Kompositionswettbewerbs „UnCaged Toy Piano“.
Er war Artist-in-Residence an der Villa Montalvo (Saratoga, CA), der Emily Harvey Foundation (Venedig), des Acéfalo Festivals (Valparaíso, Chile) und bei der experimentellen Kunststiftung Sonoscopia (Porto, Portugal).

## Diskographie (Auswahl)
- 1991 – Things Of Now Now – Nownowism
- 1993 – Kombinat M – Hybrid Beat
- 1997 – Lukas Ligeti & Beta Foly – Lukas Ligeti & Beta Foly
- 2003 – Raoul Björkenheim & Lukas Ligeti – Shadowglow
- 2004 – Lukas Ligeti – Mystery System
- 2008 – Lukas Ligeti – Afrikan Machinery
- 2010 – Burkina Electric – Paspanga
- 2011 – Lukas Ligeti, Gianni Gebbia, Michael Manring, Aly Keïta, Benoît Delbecq – Pattern Time
- 2014 – Lukas Ligeti & Thollem McDonas – Imaginary Images
- 2015 – Hypercolor – Hypercolor
- 2021 – Lukas Ligeti – That Which Has Remained…That Which Will Emerge…